# Перерва на каву

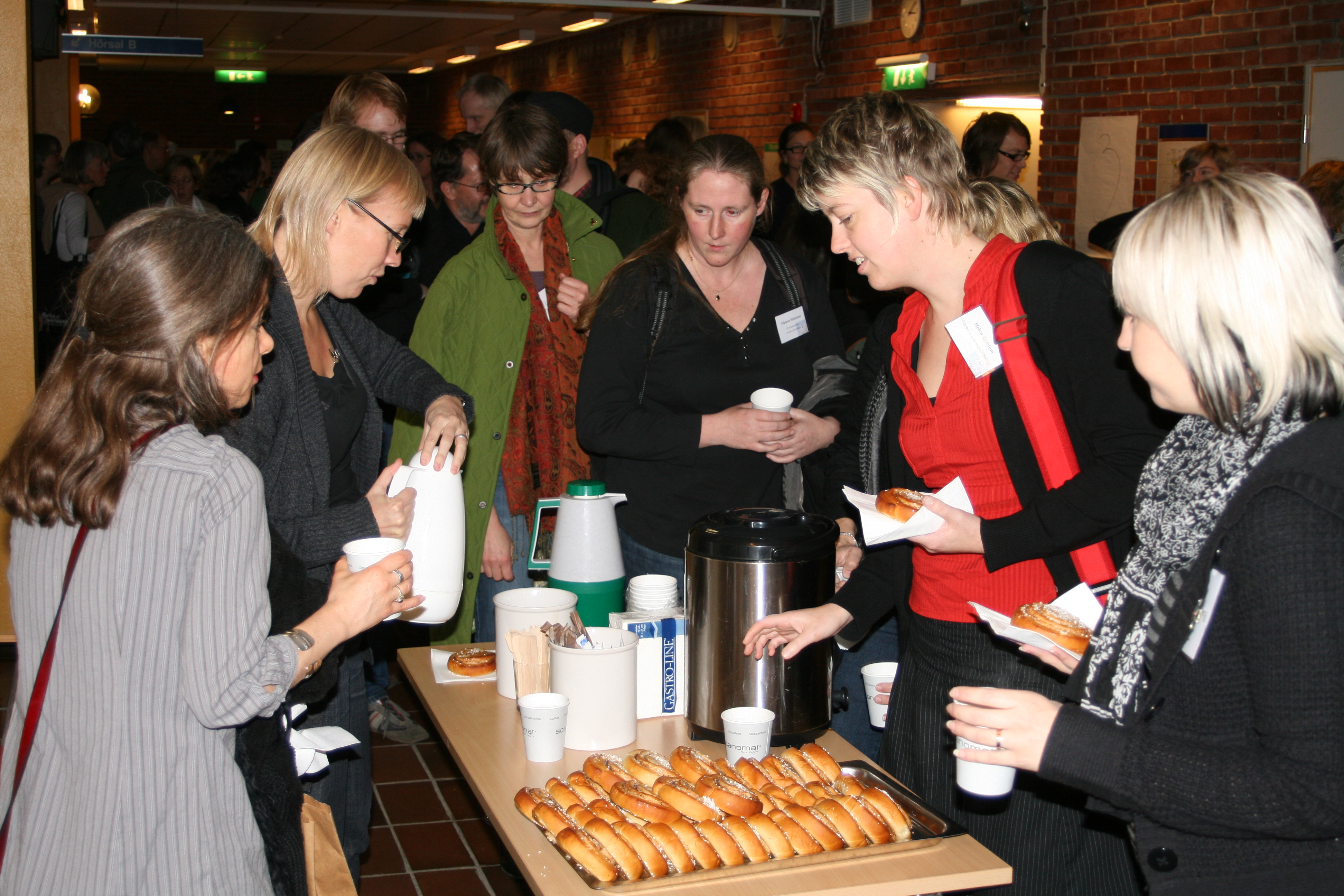
Кава-брейк

Перерва на каву, або кава-брейк (англ. coffee break) — коротка перерва (15-40 хв.) під час наукової чи бізнес-конференції для прийому їжі та неформального спілкування. Зазвичай її організовують як стіл з чашками, банками меленої/розчинної кави та/або чаєм в пакетиках, ємностями з гарячою водою (електрочайником), цукерками, цукром, вершками, печивом або іншими смаколиками. Інколи можуть бути також спиртні напої (коньяк, вино, горілка) з холодними/гарячими закусками чи без них. Як і під час фуршету, кава-брейк не передбачає фіксованих місць, учасники самі собі наливають каву чи інші напої і їдять зазвичай стоячи.

## Історія
З 1936 року панамериканське бюро, що об'єднує виробників кави в США, Канаді та інших країнах, починає кампанію, спрямовану на збільшення споживання кави. Зокрема, було введено традицію «перерви на каву».